# حظ سعيد (فلم)
حظ سعيد فيلم مصري إنتاج عام 2012، بطولة أحمد عيد.

## القصة
تدور أحداث الفيلم حول شخصية سعيد (أحمد عيد) الذي يسعى جاهدا لاتمام زواجه من الفتاة سماح (مي كساب) ويقدم طلب للحصول على شقة ضمن أحد مشروعات المحافظة، ولكن وبعد الحصول على الموافقة يفاجأ بأحداث ثورة 25 يناير وهو ما يمنعه من استلامها ويبدأ معاناته في محاولة إنقاذ شقيقته وفاء من الاستمرار ضمن صفوف الثوار إلا أنه يفاجأ بنفسه وسط تلك الصفوف... تتوالى الأحداث مع نزول الجيش للشوارع ومحاكمة مبارك ونجليه ونظامه السابق، حتى يتمكن سعيد من الزواج بسماح وانجاب ثلاث أولاد أفكارهم مختلفة ما بين الليبرالي حمزاوي والإسلامي بكار والإخواني بديع إشارة إلى تقسيم مصر.

## فريق العمل

### تمثيل
- أحمد عيد: سعيد
- مي كساب: سماح
- أحمد صفوت: عادل
- غرام هندي: وفاء أخت سعيد
- ضياء الميرغني: معاطي
- وائل علاء: جمعة
- حسن عبد الفتاح: أخو سعيد
- بدرية طلبة: زوجة أخو سعيد
- ليلى جمال: والدة سعيد
- ثريا إبراهيم: حماة سعيد
- سيد صادق:الحاج أبو سريع
- سامي مغاوري: نائب مجلس الشعب
- جمال حجازي:المجزوب
- بالإضافة إلي: أحمد الحلواني - أحمد إبراهيم - فهد سعيد - تامر ضيائي - مني حسين

### إداريون
- تصوير:إيهاب حامد... مدير التصوير
- مونتاج: سلافة نور الدين... مونتير
- تأليف:أشرف توفيق... قصة وسيناريو وحوار
- إخراج: طارق عبد المعطي... مخرج
- توزيع: اوسكار للتوزيع ودور العرض... توزيع داخلي وخارجي - الأخوة المتحدين... توزيع داخلي
- موسيقى: مصطفى الحلواني... الألحان والموسيقى التصويرية
- إنتاج: شركة إيمدج للإنتاج الإعلامي... منتج - سامح العجمي... منتج
- ديكور:سامح الخولي... مهندس الديكور
- ستايلست: داليا هيكل
- صوت: علي سعيد

## روابط خارجية
- حظ سعيد على موقع IMDb (الإنجليزية)
- حظ سعيد على موقع روتن توميتوز (الإنجليزية)
- حظ سعيد على موقع نتفليكس (الإنجليزية)
- حظ سعيد على موقع الدهليز
- حظ سعيد على موقع قاعدة بيانات الأفلام العربية
- حظ سعيد على موقع أول موفي (الإنجليزية)
- حظ سعيد على موقع قاعدة بيانات الفيلم (الإنجليزية)
- حظ سعيد على موقع ليتربوكسد (الإنجليزية)